# Rivaldo
Vítor Borba Ferreira (Paulista, Pernambuco, 19. travnja, 1972.), poznatiji
pod nadimakom Rivaldo, smatra se jednim od najboljih brazilskih nogometaša svih vremena. Najuspješniji dio karijere bio mu je dok je igrao za Barcelonu, s kojom je 1998. i 1999. osvojio La Ligu, te Kup Kralja 1998. Godine 1999. proglašen je za FIFA-inog najboljeg svjetskog igrača. 
Rivaldo je za brazilsku reprezentaciju igrao od 1993. do 2003., te je u tom 
razdoblju upisao 74 utakmice i 34 postignuta gola za Seleçao. Bio je i jedan od ključnih igrača na 
svjetskom prvenstvu 2002., gdje je Brazil po peti put osvojio naslov svjetskog prvaka.

## Životopis
Rivaldo je imao teško djetinjstvo, odrastao je u favelama u sirotinjskm dijelu Recifea. Rivaldov otac je poginuo 
1989. godine u automobilskoj nesreći, no unatoč tome Rivaldo je nedugo nakon toga potpisao svoj prvi profesionalni ugovor. 

### Počeci u Brazilu
Rivaldo je započeo profesinalnu karijeru sa 16 godina, kada je potpisao za klub Paulista. 
Nakon toga promijenio je nekoliko klubova, da bi 1993. potpisao za Corinthians
koji je nastupao brazilskoj prvoj ligi. Iste godine debitirao je za 
brazilsku reprezentaciju u prijateljskoj utakmici protiv 
Meksika u kojoj je i zabio svoj prvi gol.  
Iduće godine prelazi u redove Palmeirasa, kojemu je pomogao u obrani naslova 1994. 
1993. i 1994. godine dobio je prestižnu nagradu Bola de Ouro za najboljeg igrača na svojoj poziciji. Godine 1996. 
nastupao je za Brazil na Olimpijskim igrama, gdje je njegova reprezentacija osvojila brončanu medalju. 

### Transfer u Europu
Nakon Olimpijskih igara, Rivaldo je potpisao za španjolski 
klub Deportivo. U La Coruni se zadržao samo jednu, ali uspješnu sezonu. Kraj sezone je završio
na četvrtom mjestu liste najboljih strijelaca, s 21 postignutim golom u 41 utakmici. Rivaldo nakon toga karijeru 
nastavlja u Braceloni, u koju je 1997. fodine prešao za 4000 milijuna pezosa (oko 26 milijuna funti).
U svojoj prvoj sezoni u novom klubu, bio je drugi najbolji strijelac, s 19 postignutih golova, te tako pomogao Barceloni
u osvajanju dvostruke krune, prvenstva i kupa. Vratio se u reprezentaciju na svjetskom prvenstvu 1998., te je na turniru
zabio 3 gola. Rivaldo je bio i ključni igrač reprezentacije u obrani naslova Copa Américe 1999. S 5 postignutih golova
bio je najbolji strijelac turnira, te je proglašen za najkorisnijeg igrača. 
Godine 1999. s Barcelonom je ponovno osvojio La Ligu, te je opet bio drugi najbolji strijelac lige. 
Iste godine je proglašen FIF-inim najboljim svjetskim i najboljim europskim igračem. Iduće sezone je u 
Ligi prvaka postigao 10 golova, te je Bracelona dogurala do polufinala.

### Svjetsko prvenstvo 2002.
Rivaldov vrhunac karijere je definitvno bilo Svjetsko prvenstvo 2002. godine odigranu u Japanu i 
Južnoj Koreji. Rivaldo je zabio golove u prvih pet utakmica na turniru, uključujući i odlučujući 
gol u četvrfinalnoj
utakmici protiv Engleske. Brazil je finalu svladao 
Njemačku rezultatom 2-0 golovima Ronalda nakon Rivaldovih asistencija. 

### Odlazak iz Barcelone
U lipnju 2002. godine, Rivaldo je nakon isteka ugovora s Barcelonom potpisao za AC Milan. S Milanom je osvojio talijanski
kup, te Ligu prvaka 2003. godine Zbog čestih ozljeda rijetko je započinjao utakmice, te se 2003. 
nakratko vratio u Brazil, u Cruzeiro. Međutim, već iduće sezone vraća se u Europu te potpisuje za 
grčki Olympiakos

### Grčka
Olympiacos je 2005. godine osvojio prvenstvo, a Rivaldo je postigao gol u pobjedi u zadnjem kolu za naslov prvaka. Olympiacos 
je iduće sezone nstupio u Ligi prvaka, međutim kao i sezonu ranije nije prošao u drugi krug natjecanja, ali su zato obranili
naslov grčkog prvaka. Sezona 2006-2007 je bila Rivaldova najuspješnija sezona u Olympiacosu, postigao je 17 golova
u 27 utakmica.
Dana 29. svibnja 2007. godine Rivaldo je, nakon neuspješnih pregovora oko produljenja ugovora s Olympiacosom
potpisao za njihovog gradskog rivala AEK.

### Uzbekistan
Rivaldo je, na iznenađenje mnogih, 25. kolovoza 2008. godine izjavio da prelazi u uzbekistanski klub FC Bunyodkor iz Taškent s kojim je potpisao bogat ugovor.

### Sao Caetano i Mogi Mirim
Fodine 2013. je prešao u brazilskog drugoligaša Sao Caetana, da bi karijeru okončao u Mogi Mirimu 2014. godine.

## Trofeji
Palmeiras:
- Brazilska prva liga: 1994.
- Prvenstvo Sao Paula: 1994., 1996.
- Euro-America Cup: 1996.

 Barcelona:
- La Liga: 1998., 1999.
- Copa del Rey: 1998.
- Europski Superkup: 1998.

 Milan:
- UEFA Liga prvaka: 2003.
- Coppa Italia: 2003.
- Europski Superkup: 2003.

 Olympiacos:
- Grčka Super Liga: 2005., 2006., 2007.
- Grčki nogometni kup: 2005., 2006.

 Brazil
- FIFA Svjetsko prvenstvo
  - 2002. pobjednik
  - 1998. finalist
- Copa América: 1999.
- Kup konfederacija: 1997.

Osobni
- Brazilska Bola de Prata: 1993., 1994.
- FIFA Svjetski igrač godine: 1999.
- Europski igrač godine: 1999.
- World Soccer igrač godine: 1999.
- Onze d'Or: 1999.
- Copa América 1999. Najbolji strijelac
- Copa América 1999. Najkorisniji igrač
- La Liga Igrač godine: 1999.
- UEFA Liga prvaka Najbolji strijelac: 2000.
- Idealna momčad: 1998., 2002.
- Najbolji stranac Grčke lige: 2006.

## Vanjske poveznice
- Rivaldova službena stranica  Arhivirana inačica izvorne stranice od 25. svibnja 2011. (Wayback Machine)
- Rivaldov fan site
- Video: Rivaldovi najbolji golovi
- FootballDatabase profil i statistika